# Luces de aterrizaje
Los Focos de Avión son luces utilizadas por los aviones para iluminar el terreno y la pista de aterrizaje durante el despegue y el aterrizaje.

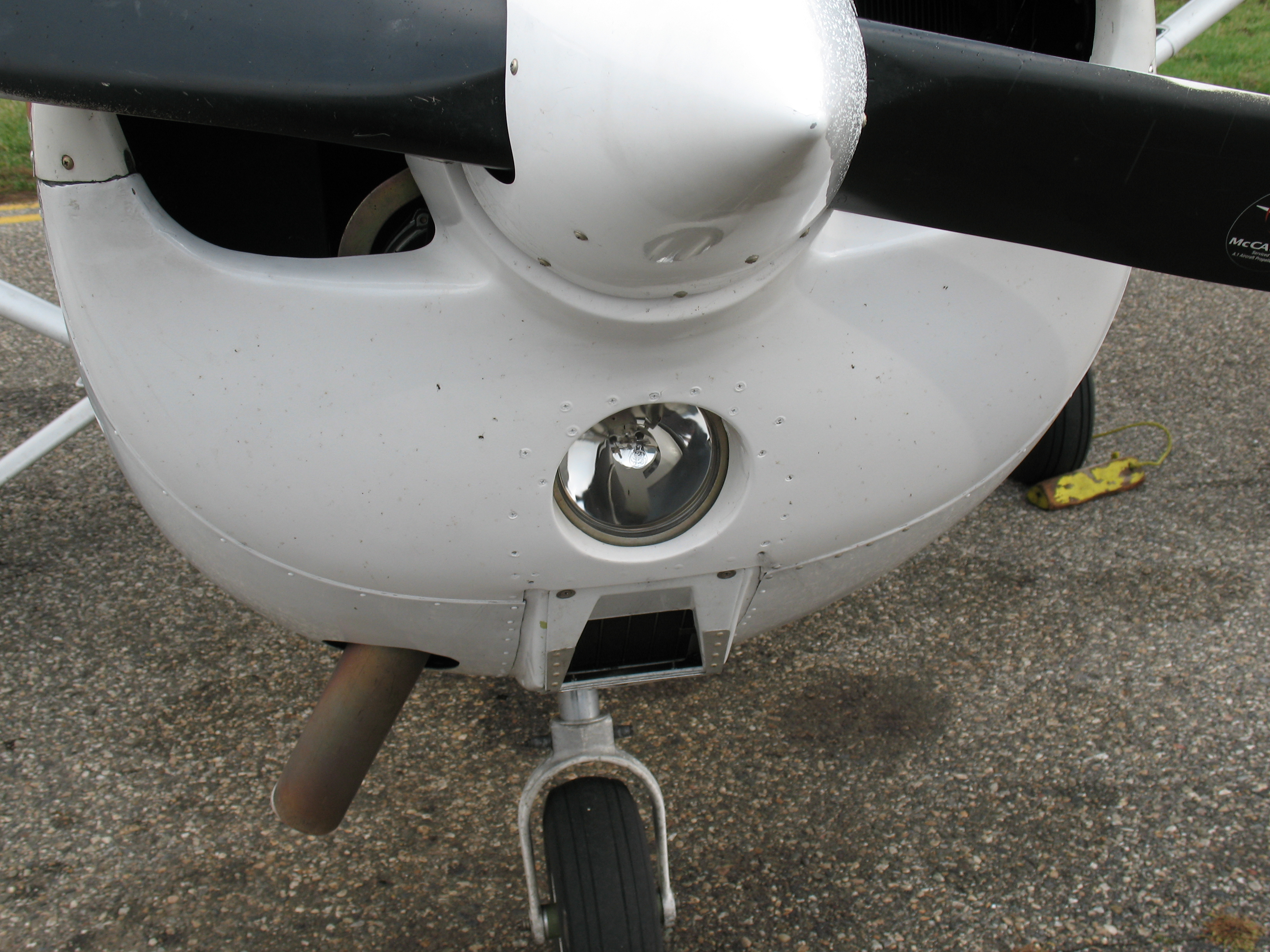
Luces de aterrizaje de un Cessna 172N

## Descripción general

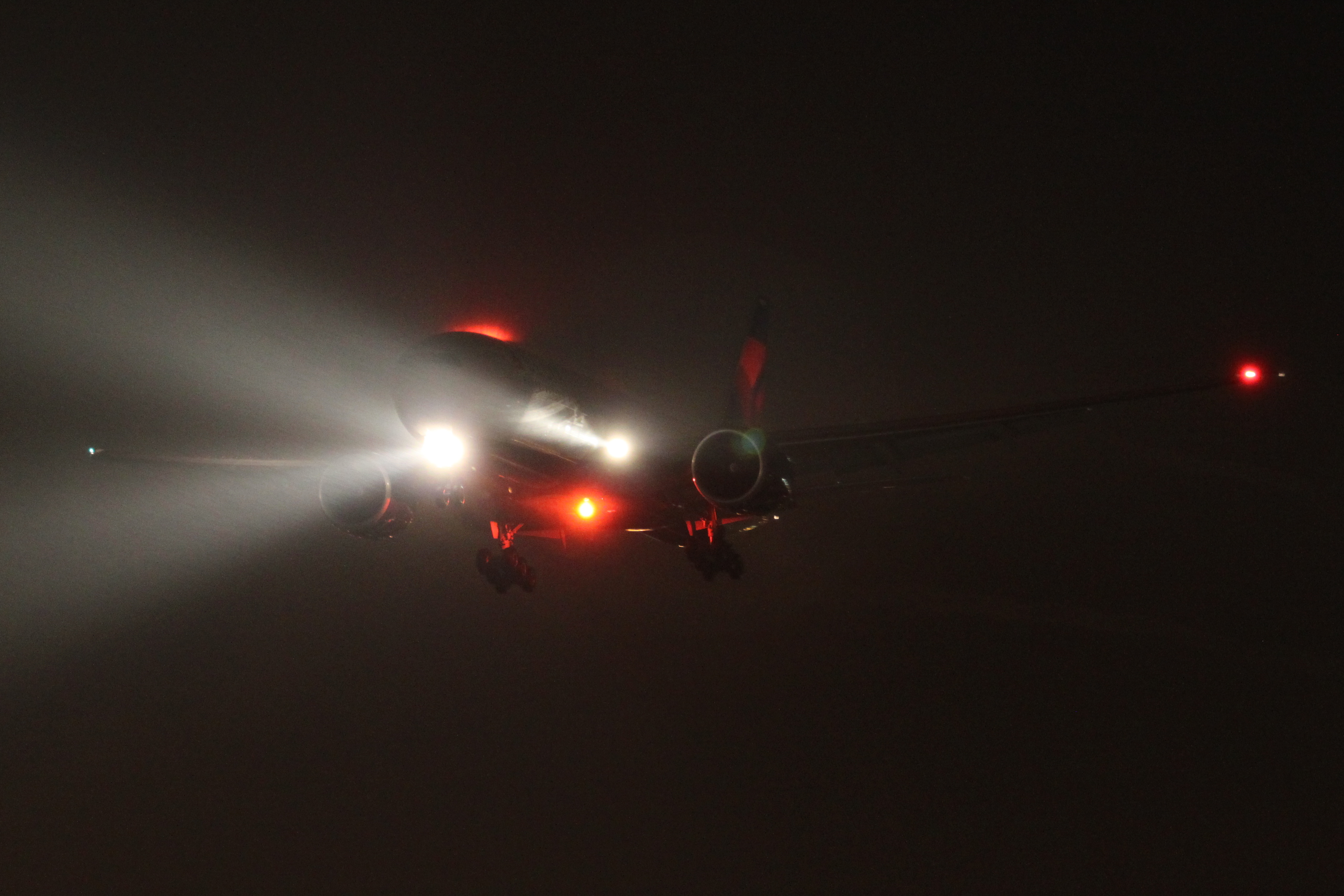
Un Boeing 777 con luces de aterrizaje, luces de navegación, y luces de baliza anticolisión encendidas

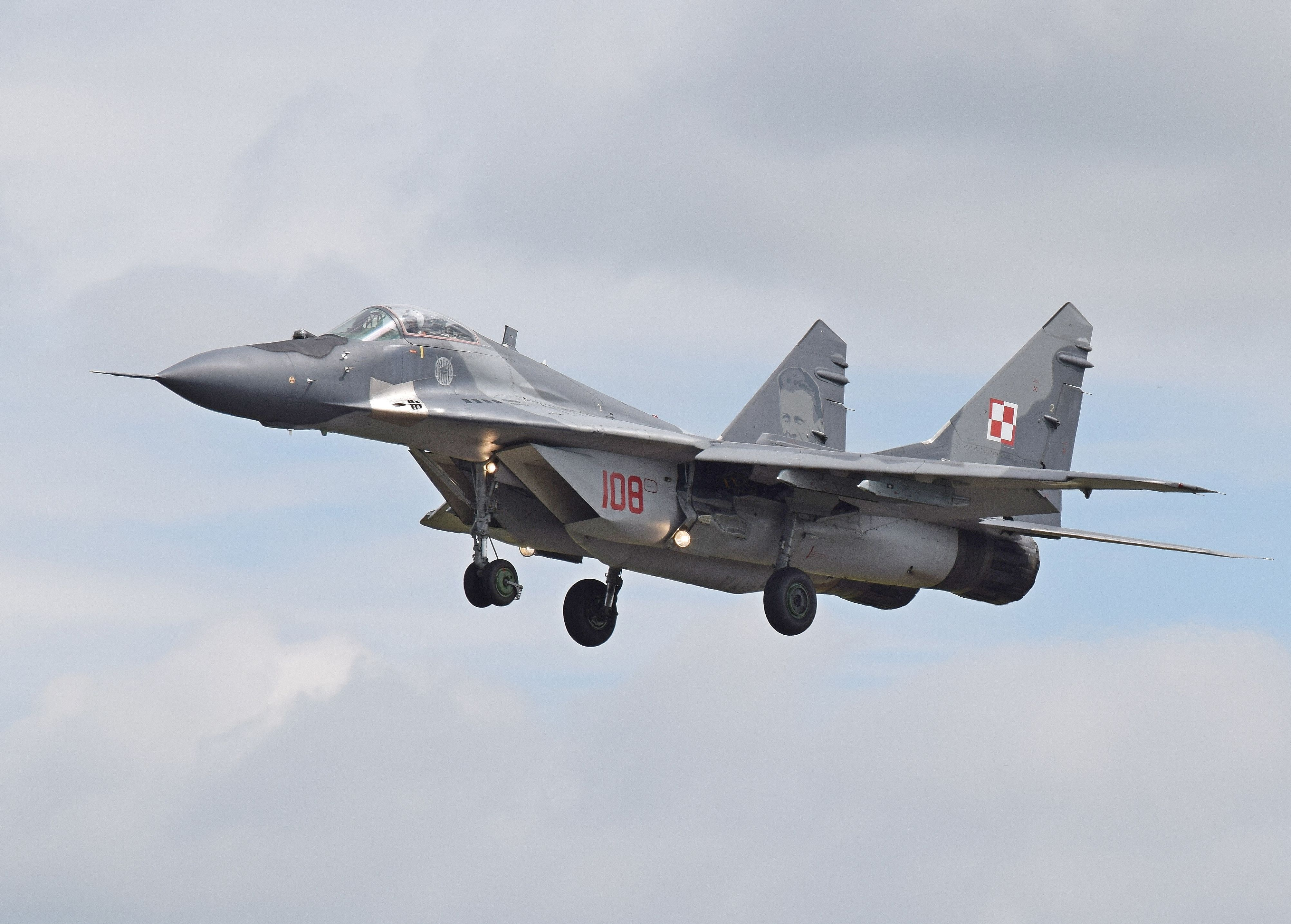
Luces de aterrizaje en un Mikoyan MiG-29

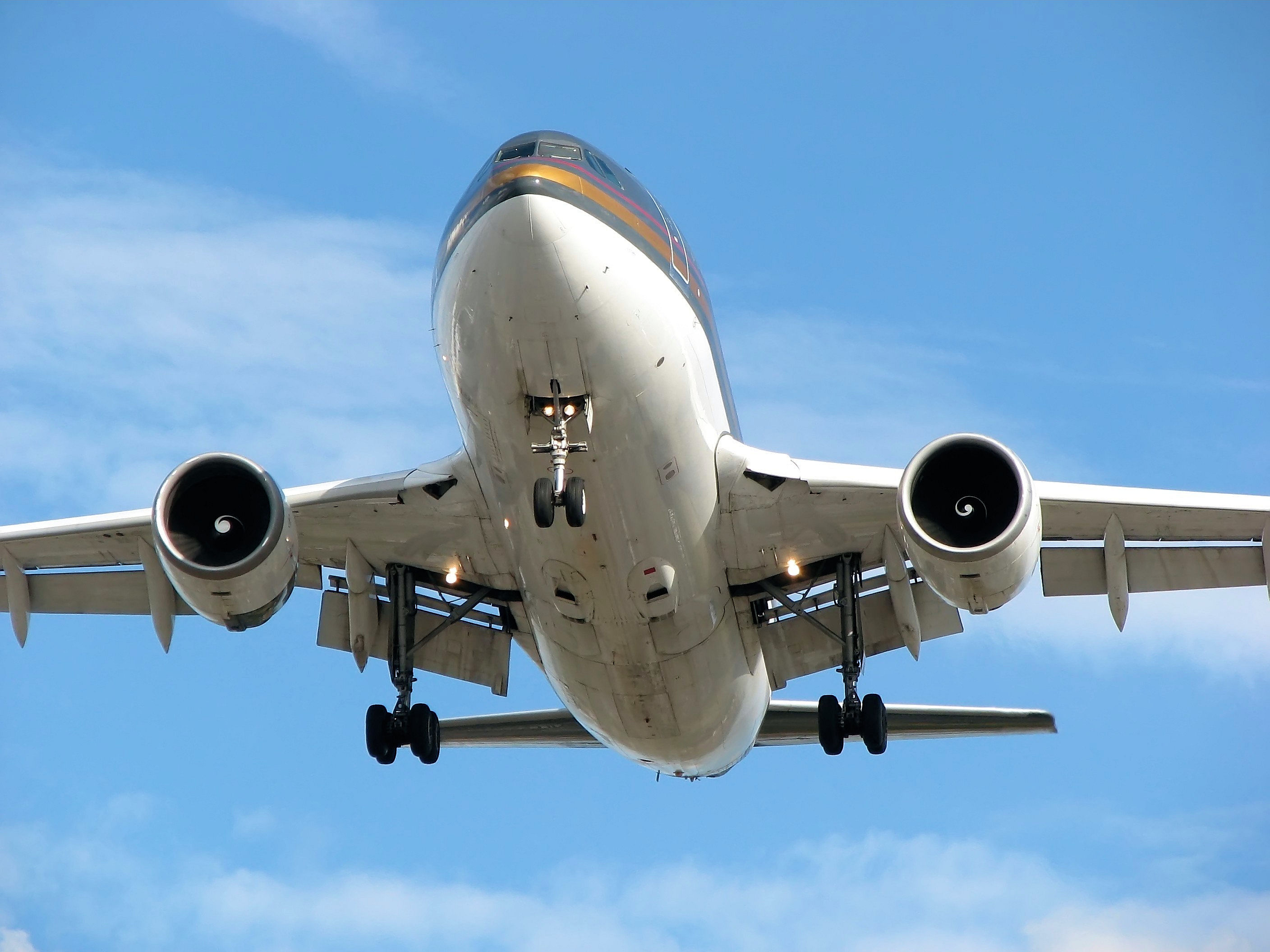
Luces de aterrizaje en un Airbus A310 de Royal Jordanian, dos en el tren de aterrizaje de morro debajo de la cabina del piloto y dos en las alas

Casi todos los aviones modernos están equipados con luces de aterrizaje si están aprobados para operaciones nocturnas. Las luces de aterrizaje suelen ser de muy alta intensidad, debido a la considerable distancia que puede separar una aeronave del terreno u obstáculos. Las luces de aterrizaje de aviones grandes pueden ser vistas fácilmente por otros aviones a más de 100 millas de distancia.
Las consideraciones clave en el diseño de las luces de aterrizaje incluyen la intensidad, la confiabilidad, el peso y el consumo de energía. Las luces de aterrizaje ideales son extremadamente intensas, requieren poca energía eléctrica, son livianas y tienen una vida útil larga y predecible. Las tecnologías pasadas y presentes incluyen lámparas incandescentes ordinarias, lámparas halógenas, diversas formas de lámparas de arco y lámparas de descarga, y lámparas LED
Las luces de aterrizaje suelen ser útiles como ayuda de visibilidad para los pilotos cuando la aeronave está muy baja y cerca del terreno, como durante el despegue y el aterrizaje. Las luces de aterrizaje generalmente se apagan en un vuelo de crucero, especialmente si es probable que las condiciones atmosféricas hagan que las luces se reflejen o deslumbren a los ojos de los pilotos. Sin embargo, el brillo de las luces de aterrizaje las hace útiles para aumentar la visibilidad de una aeronave para otros pilotos, por lo que a menudo se anima a los pilotos a mantener sus luces de aterrizaje encendidas cuando se encuentran por debajo de ciertas altitudes o en un espacio aéreo abarrotado. Algunos aviones (especialmente aviones de negocios) deben tener luces que, cuando no sean necesarias para iluminar directamente el suelo, puedan funcionar en modo intermitente para mejorar la visibilidad para otras aeronaves y así evitar una colisión aérea. Una convención es que los aviones comerciales enciendan sus luces de aterrizaje cuando cambien de nivel de vuelo. Las luces de aterrizaje a veces se utilizan en emergencias para comunicarse con el personal de tierra u otras aeronaves, especialmente si no hay otros medios de comunicación disponibles (fallas de radio y similares). Además, en ocasiones se han instalado luces de aterrizaje como luces altas del vehículo en la escena del hot rod, aunque esto no es legal.

## Consideraciones legales
En muchas jurisdicciones, las luces de aterrizaje y las lámparas que utilizan deben estar certificadas por una autoridad gubernamental para su uso en una aeronave determinada. El uso de la luz de aterrizaje puede ser requerido o prohibido por las regulaciones locales, dependiendo de una variedad de factores como la hora local, el clima o las operaciones de vuelo.
En Estados Unidos, por ejemplo, las luces de aterrizaje no son obligatorias ni utilizadas para muchos tipos de aeronaves, pero se recomienda encarecidamente su uso, tanto para el despegue como para el aterrizaje y durante cualquier operación por debajo de los 10.000 pies (3.000 m) o dentro de los diez millas náuticas. Millas (19 km) de un aeropuerto (FAA AIM 4-3-23). Según CFR 14 y FAR Parte 91.205, se requiere una luz de aterrizaje para todas las aeronaves utilizadas en operaciones comerciales de noche.
Las luces de aterrizaje no pueden estar encendidas durante el rodaje o cerca de una puerta de aeropuerto; esto puede causar ceguera repentina al personal de tierra y a otros pilotos.